# Giech

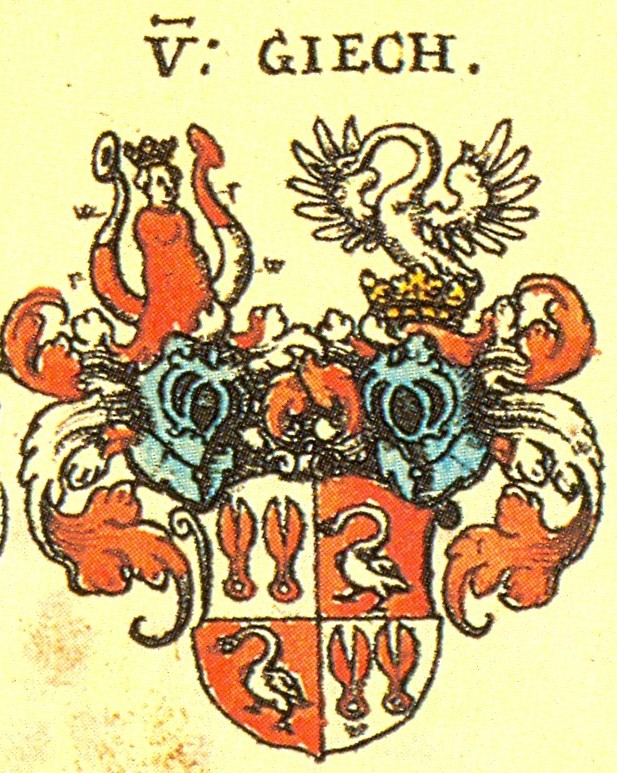
Wapen (17e eeuw).

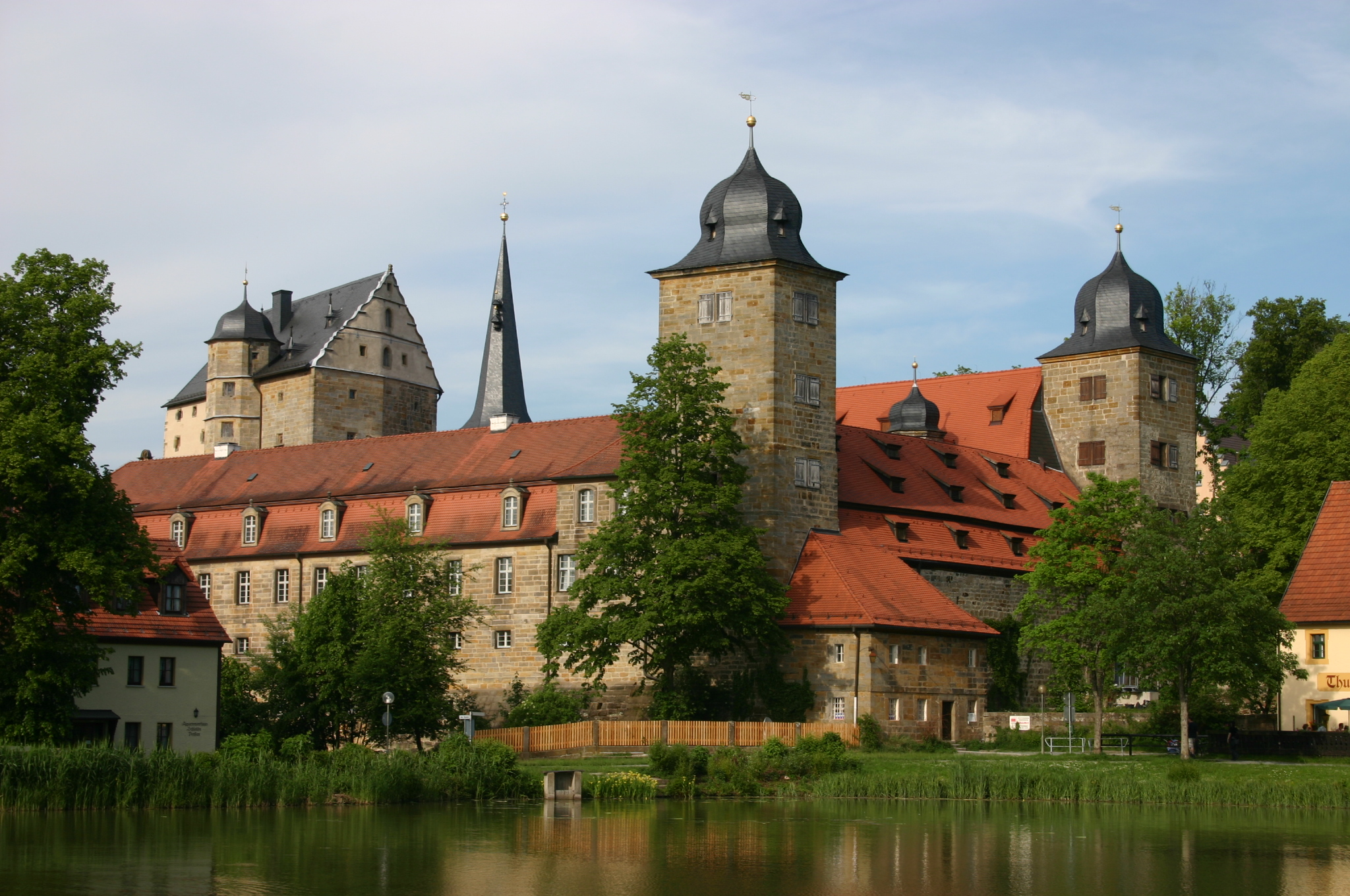
Slot Thurnau.

Giech is de naam van een hoogadellijk Duits geslacht.
De familie gaat terug op Wilhelmus, vrijheer van Giech in Franken. Reeds in 1285 werd de burcht Giech bij Bamberg verkocht om eeuwen later in 1820 te worden teruggekocht. In 1565 werden de families Giech en Künßberg door het prinsbisdom Bamberg beleend met de heerlijkheid Thurnau. Deze heerlijkheid werd het belangrijkste bezit van de familie. 
De heer van Giech werd op 22 maart 1680 verheven tot vrijheer van het Heilige Roomse Rijk en op 24 maart 1695 tot rijksgraaf. In 1699 werd er een verdrag met Brandenburg-Kulmbach gesloten over de landshoogheid in Thurnau. Daardoor werd het mogelijk een zetel en een stem te verwerven in het college van rijksgraven. Op 17 september 1726 werd de graaf toegelaten tot de bank van de Frankische rijksgraven op de Rijksdag. Omdat de heerlijkheid Thurnau tot de Rijksridderschap behoorde, waren zij geen volwaardig lid, maar hadden de status van personalist. Van 1720 tot 1723 was de familie in het bezit van de rijksgraafschap Wittem.
In 1731 kochten de graven van Giech het andere deel van de heerlijkheid Thurnau van de familie Künßberg. In 1740 erfden zij samen met Hohenlohe-Kirchberg het allodiale bezit van de graven van Wolfstein. Hierdoor kregen een stem in de Rijksdag. De landen van de graven van Wolfstein, de heerlijkheden Sulzbürg en Pyrbaum vielen echter aan het keurvorstendom Beieren.
In 1795 verklaarde de koning van Pruisen als vorst van Bayreuth (voormalig Kumbach) het verdrag uit 1699 ongeldig, waarna de heerlijkheid Thurnau in 1796 gemediatiseerd werd. Op 10 november 1796 sloten Pruisen en Giech de Assekuration Akten. De landshoogheid over Thurnau kwam aan Pruisen en Giech kreeg een status in Pruisen met grote privileges zoals de graven van Stolberg-Wernigerode ook hadden. Giech kon zijn zetel in de Rijksdag en de Kreitsdag behouden.
Met Bayreuth kwam het gebied Thurnau in 1806 onder Frans bestuur, waarna het in 1810 werd ingelijfd bij Beieren.	    